# Mælk - det er mig
|  | Denne artikel er oprettet af botten PalnaBot ud fra en ekstern database. Den kan derfor have sproglige fejl eller mangler. Denne skabelon kan fjernes efter kontrol af indholdet. |

Mælk - det er mig er en kortfilm fra 1971 instrueret af Ole Askman efter manuskript af Lise Nørgaard.